# Ernst-Günther Baade
Ernst-Günther Baade (20 de agosto de 1897-8 de mayo de 1945) fue un Generalleutnant alemán durante la II Guerra Mundial. Recibió la Cruz de Caballero de la Cruz de Hierro con Hojas de Roble y Espadas de la Alemania Nazi. Baade fue herido en combate y murió de sus heridas el 8 de mayo de 1945.

## Carrera
Ernst-Günther Baade entró como voluntario en el servicio militar en 1914 y luchó durante la I Guerra Mundial. Durante la II Guerra Mundial, en marzo de 1942 Baade fue asignado a la reserva activa de oficiales (Führerreserve). Subsiguientemente fue transferido a la 15.ª División Panzer en el Norte de África y tomó el mando del 115.º Regimiento de Rifles el 15 de abril de 1942, en ese tiempo comprometido en acción en Libia y Cirenaica.
Baade se convirtió en una leyenda en el Afrika Korps y fue conocido por ir a la batalla vestido con una falda kilt escocesa y llevando un claymore, una espada de doble filo. En mayo de 1942 tomó parte en la Batalla de Bir Hakeim. Baade recibió la Cruz de Caballero de la Cruz de Hierro por sus acciones durante la batalla. Fue herido el 28 de julio de 1942 en El-Alamein, y evacuado a Alemania.
Durante la evacuación de las fuerzas alemanas de Sicilia a la Italia continental a principios de agosto de 1943, Baade fue puesto al cargo de las fuerzas que defendían el estrecho de Messina. Baade comandó la 90.ª División de Infantería en la Batalla de Monte Cassino. Se hizo conocido por su comportamiento excéntrico ocasionalmente, por su poco personal, y sus frecuente visitas de inspección al frente; todo ello lo hizo popular entre sus tropas. Fue galardonado con la Insignia de Destrucción de Tanques por la destrucción de un tanque enemigo con una sola mano con una arma de infantería.
Baade fue herido el 24 de abril de 1945, cuando su coche fue ametrallado por un avión de combate británico cerca de Neverstaven en Holstein. Murió de gangrena en un hospital en Bad Segeberg el 8 de mayo de 1945.

## Condecoraciones
- Medalla de herido en Negro (1 de julio de 1918)[4]
- Condecoración al Largo Servicio de la Wehrmacht, 2.ª Clase (2 de octubre de 1936)[4]
- Cruz Alemana en Oro el 2 de noviembre de 1941 como Oberstleutnant en el I./Reiter-Regiment 22[5]
- Cruz de Hierro (1914), 2.ª Clase (25 de noviembre de 1916) & 1.ª Clase (24 de diciembre de 1917)[6]
- Broche de la Cruz de Hierro (1939), 2.ª Clase (18 de septiembre de 1939) & 1.ª Clase (5 de junio de 1940)[6]
- Cruz de Caballero de la Cruz de Hierro con Hojas de Roble y Espadas
  - Cruz de Caballero el 27 de junio de 1942 como Oberst y comandante del Schützen-Regiment 115[7]
  - Hojas de Roble el 22 de febrero de 1944 como Oberst y líder de la 90.ª División de Granaderos Panzer[7]
  - Espadas el 16 de noviembre de 1944 como Generalleutnant y comandante de la 90.ª División de Granaderos Panzer[7]
- Premio de la Wehrmacht de 4.ª Clase por 4 años de Servicios.
- Premio de la Wehrmacht de 3.ª Clase por 12 años de Servicios.
- Mención de su nombre en el Informe de la Wehrmacht (2 veces).
- Cruz de Honor para los combatientes del Frente de 1914-1918.
- Medalla "Batalla de invierno en el Este 1941/42".
- Insignia de Asalto General sin N° de 1.er Grado.
- Insignia de Destrucción de Tanque en plata.
- Medalla del Muro de Protección Alemán.
- Insignia de herido en plata de 1939.
- Cruz Hanseática de Hamburgo.
- Cinta de manga “Africa”.